# Гасри, Малколм

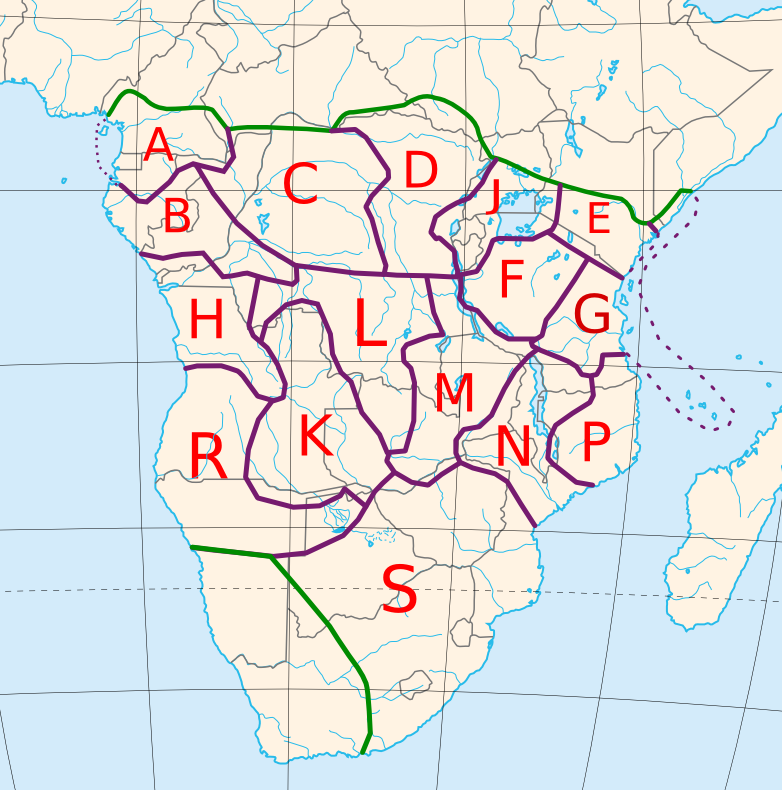

Малколм Гасри (Малком, Малькольм Гатри; англ. Malcolm Guthrie; 10 февраля 1903, Хов — 22 ноября 1972) — британский языковед-африканист, бантуист. Доктор философии, профессор, член Британской академии (1968).
Его отец был родом из Шотландии, а мать — из Нидерландов. Получил техническое образование в Лондонском университете, затем изучал философию и теологию. В 1932—1941 годах был баптистским миссионером в Бельгийском Конго, где изучал языки банту. С 1941 года сотрудник Школы восточных и африканских исследований при Лондонском университете, в которой в 1950—1968 годах руководил отделом африканских языков и культур; с 1942 года — преподаватель банту, в 1951—1970 годах — профессор банту Лондонского университета. В 1957—1972 годах мастер (глава) Даунинг-колледжа.
Основной вклад в лингвистику связан с созданием ареальной классификацией языков банту.